# جيني بيك
جيني بيك (بالإنجليزية: Jenny Beck)‏ هي ممثلة أمريكية، ولدت في 3 أغسطس 1974 بلوس أنجلوس في الولايات المتحدة.

## أعمال

### أفلام
- (1984) حبل مشدود[2]

### مسلسلات
- روزان

## وصلات خارجية
- جيني بيك على موقع IMDb (الإنجليزية)
- جيني بيك على موقع ألو سيني (الفرنسية)
- جيني بيك على موقع أول موفي (الإنجليزية)
- جيني بيك على موقع قاعدة بيانات الأفلام السويدية (السويدية)
- جيني بيك على موقع قاعدة بيانات الفيلم (الإنجليزية)
- جيني بيك على موقع كينوبويسك (الروسية)